# Focke-Wulf Fw 47
Il Focke-Wulf Fw 47 Höhengeier (avvoltoio), già Focke-Wulf A 47, era un monomotore da sorveglianza meteorologica ad ala alta a parasole realizzato dall'azienda tedesca Focke-Wulf Flugzeugbau negli anni trenta.
Testato prima per la Reichsverband der Deutschen Luftfahrtindustrie ed in seguito dalla stazione meteorologica di Amburgo, il modello venne avviato alla produzione per equipaggiare le dieci più importanti stazioni meteorologiche della Germania.

## Storia del progetto
Nei primi anni trenta il meteorologo Kurt Wegener suggerì la necessità di dotare la rete di stazioni meteorologiche tedesche di un nuovo velivolo appositamente progettato che potesse sostituire gli oramai obsoleti Junkers A 20 ed A 35. A tale scopo venne interpellata la Focke-Wulf richiedendo un modello con elevata resistenza della cellula e una buona stabilità in volo e con la quale venne stipulato un contratto di fornitura per un prototipo per valutarne le caratteristiche.
Lo sviluppo del progetto proseguì per tutta la prima metà del 1931. Il prototipo, al quale venne assegnata la designazione aziendale A 47, venne completato nel 1932 e portato in volo nel corso dell'anno dal pilota collaudatore Cornelius Edzard.

## Versioni
- A 47a - prototipo con motore Argus As 10
- Fw 47C - versione di produzione con motore Argus As 10C
- Fw 47D - versione di produzione con motore Argus As 10D
- Fw 47E - versione di produzione con motore Argus As 10E